# Piżmowcowate
Piżmowcowate, piżmowce (Moschidae) – rodzina ssaków z podrzędu przeżuwaczy (Ruminantia) w obrębie rzędu parzystokopytnych (Atriodactyla).

## Zasięg występowania
Rodzina obejmuje gatunki występują w Azji. W oligocenie występowały również w Europie.

## Charakterystyka

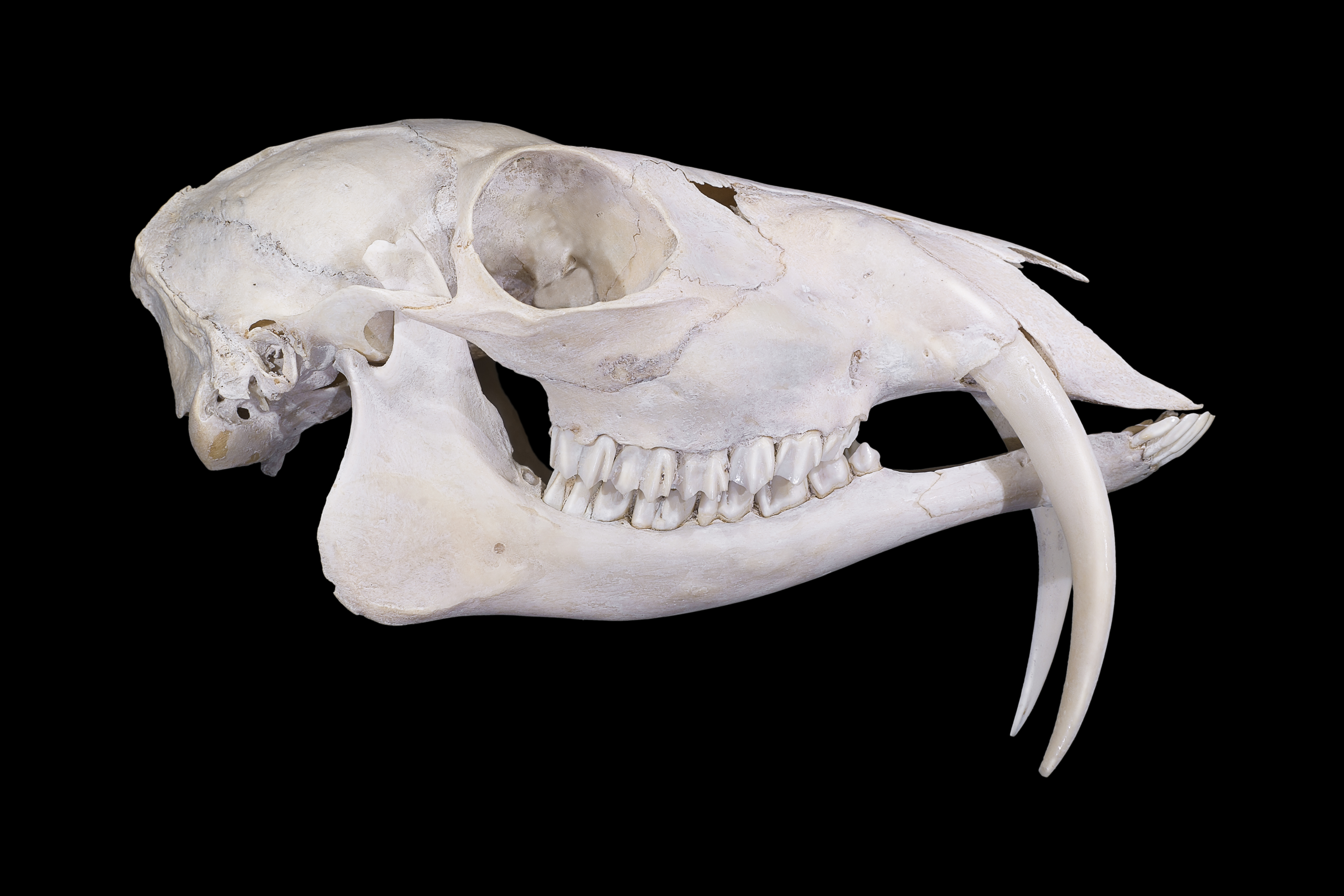
Czaszka samca

Długość ciała 65–100 cm, ogona 3–6 cm, wysokość w kłębie 50–61 cm; masa ciała 6–18 kg. Piżmowce nie posiadają rogów ani poroża. Oręż samców, wykorzystywany w walkach godowych, stanowią wystające górne kły, dorastające do 10 cm długości. Kły samic są krótsze. Racice piżmowcowatych są przystosowane do poruszania się w terenie górzystym. Dorosłe samce posiadają gruczoł piżmowy, z którego pozyskiwane jest piżmo. Z jednego gruczołu można uzyskać do 28 gramów tej substancji.
Uzębienie piżmowców składa się z 34 zębów:
| Wzór uzębienia | 0.1.3.3 |
| Wzór uzębienia | 3.1.3.3 |

Prowadzą samotniczy tryb życia. Żywią się roślinami. Samica rodzi jedno młode po ciąży trwającej 150-180 dni.

## Systematyka
Moschidae wcześniej klasyfikowane były jako podrodzina Moschinae w rodzinie jeleniowatych (Cervidae). Jednak niedawno odkryte skamieniałości wczesnych piżmowców wykazały, że nie tylko nie są one członkami Cervidae, ale nawet niekoniecznie stanowią grupę siostrzaną Cervidae; zajmują one szczególne miejsce wśród przeżuwaczy i w pełni zasługują na status rodziny. Sekwencje DNA skłaniają do oddalenia Moschidae od Cervidae i umieszczenia ich raczej bliżej Bovidae. Kariotypy wydają się być takie same u wszystkich badanych dotychczas piżmowcowatych i wynoszą 2n = 58.
Do rodziny zaliczany jest jeden występujący współcześnie rodzaj:
- Moschus Linnaeus, 1758 – piżmowiec

Opisano również rodzaje wymarłe:
- Hispanomeryx Morales, Moyà-Solà & Soria Mayor, 1981[13]
- Micromeryx Lartet, 1851[14]